# Baudemont
Baudemont és un municipi francès, situat al departament de Saona i Loira i a la regió de Borgonya - Franc Comtat. L'any 2007 tenia 691 habitants.

## Demografia

### Població
El 2007 la població de fet de Baudemont era de 691 persones. Hi havia 281 famílies, de les quals 57 eren unipersonals (20 homes vivint sols i 37 dones vivint soles), 118 parelles sense fills, 90 parelles amb fills i 16 famílies monoparentals amb fills.
La població ha evolucionat segons el següent gràfic:
Habitants censats

### Habitatges
El 2007 hi havia 321 habitatges, 289 eren l'habitatge principal de la família, 21 eren segones residències i 12 estaven desocupats. 300 eren cases i 22 eren apartaments. Dels 289 habitatges principals, 235 estaven ocupats pels seus propietaris, 53 estaven llogats i ocupats pels llogaters i 1 estava cedit a títol gratuït; 4 tenien dues cambres, 31 en tenien tres, 97 en tenien quatre i 157 en tenien cinc o més. 261 habitatges disposaven pel capbaix d'una plaça de pàrquing. A 123 habitatges hi havia un automòbil i a 148 n'hi havia dos o més.

### Piràmide de població
La piràmide de població per edats i sexe el 2009 era:
| Homes | Edats   | Dones |
| ----- | ------- | ----- |
| 0     | 95 o +  | 0     |
| 0     | 90 a 94 | 0     |
| 0     | 85 a 89 | 0     |
| 0     | 80 a 84 | 4     |
| 4     | 75 a 79 | 4     |
| 16    | 70 a 74 | 16    |
| 20    | 65 a 69 | 16    |
| 28    | 60 a 64 | 28    |
| 24    | 55 a 59 | 28    |
| 36    | 50 a 54 | 36    |
| 36    | 45 a 49 | 12    |
| 36    | 40 a 44 | 28    |
| 32    | 35 a 39 | 12    |
| 24    | 30 a 34 | 40    |
| 24    | 25 a 29 | 16    |
| 4     | 20 a 24 | 8     |
| 20    | 15 a 19 | 32    |
| 20    | 10 a 14 | 20    |
| 28    | 5 a 9   | 12    |
| 16    | 0 a 4   | 16    |

## Economia
El 2007 la població en edat de treballar era de 433 persones, 316 eren actives i 117 eren inactives. De les 316 persones actives 295 estaven ocupades (156 homes i 139 dones) i 21 estaven aturades (6 homes i 15 dones). De les 117 persones inactives 60 estaven jubilades, 29 estaven estudiant i 28 estaven classificades com a «altres inactius».

### Ingressos
El 2009 a Baudemont hi havia 287 unitats fiscals que integraven 706 persones, la mediana anual d'ingressos fiscals per persona era de 17.170 €.

### Activitats econòmiques
Dels 29 establiments que hi havia el 2007, 1 era d'una empresa de fabricació de material elèctric, 2 d'empreses de fabricació d'altres productes industrials, 4 d'empreses de construcció, 9 d'empreses de comerç i reparació d'automòbils, 4 d'empreses de transport, 1 d'una empresa d'hostatgeria i restauració, 2 d'empreses d'informació i comunicació, 2 d'empreses de serveis, 2 d'entitats de l'administració pública i 2 d'empreses classificades com a «altres activitats de serveis».
Dels 6 establiments de servei als particulars que hi havia el 2009, 1 era un paleta, 1 fusteria, 1 electricista, 1 empresa de construcció, 1 perruqueria i 1 restaurant.
L'any 2000 a Baudemont hi havia 11 explotacions agrícoles que ocupaven un total de 476 hectàrees.

## Equipaments sanitaris i escolars
El 2009 hi havia una escola elemental.

## Poblacions més properes
El següent diagrama mostra les poblacions més properes.